# Combourtillé
Combourtillé is een gemeente in het Franse departement Ille-et-Vilaine (regio Bretagne) en telt 401 inwoners (1999). De plaats maakt deel uit van het arrondissement Fougères-Vitré.

## Geografie
De oppervlakte van Combourtillé bedraagt 9,3 km², de bevolkingsdichtheid is 43,1 inwoners per km².
De onderstaande kaart toont de ligging van Combourtillé met de belangrijkste infrastructuur en aangrenzende gemeenten.

## Demografie
Onderstaande figuur toont het verloop van het inwonertal (bron: INSEE-tellingen).

1. ↑  Populations de référence 2022.